# 志村新八
志村 新八（しむら しんぱち）は、空知英秋作の漫画『銀魂』に登場する架空の人物。

## プロフィール
- 身長：166cm
- 体重：55kg
- 誕生日：8月12日
- 星座：しし座
- 年齢：16歳[1]

### 演じた役者
声優
- 阪口大助（テレビアニメ版）
- 高森奈津美（テレビアニメ版・幼少期）

俳優
- 菅田将暉（実写映画版）

## 人物
侍魂を学ぼうと銀時の元で働く、眼鏡をかけた一見気弱そうで地味な少年。作中では数少ないツッコミ役兼常識人。ただ、少し万事屋に就職したことに後悔を感じているようで、銀時曰くたまに軽蔑の視線を向けることもあるらしい。通称「ぱっつぁん」、女装時の名称は「パチ恵」。一人称は基本的に「僕」で敬語口調、時には「俺」になる。顔は作中のあらゆるキャラクターのベースとなっている。存在感が薄く、「ダメガネ」や「ヘタレ」などと揶揄されている。最近では周囲から本体は「メガネ」と認識されている有様。しかしこれが結果、幸を生むことがある。例えば、敵に襲われても眼鏡のみを破壊される程度で済んだり、性別逆転編では眼鏡がピンク色になる程度（アニメ版では柄がピンク色になる）で済むなど（宇宙人からも、本体＝眼鏡と思われているらしい）。また眼鏡は関係ないが事件によって容姿が変化することはほとんどなく、ほぼ全員が老人化した竜宮篇や、2年後篇の容姿や性格が変化する寄生型えいりあんに寄生されても全く変化がなかった。銀ノ魂篇の2年後では身長が大きく伸びて服装が変わり、銀時の着流しに似た羽織を着用している。
ツッコミを入れる能力に長けているが、自身がボケ役になることも多い。機械（からくり）は苦手と自称しているが、人並みの操作は出来るようである。
名前の由来は新選組二番隊組長・永倉新八と志村けん。
入れ替わり篇で銀時と土方の魂が入れ替わった際には、名前の由来の永倉同様、二番隊隊長になっている（ただし、肩書は真選組ではなく万事屋のままである）。

### 性格
基本的に純粋で優しく誠実だが、時には万事屋の仲間と一緒に悪ノリをする。作中では（主に）語り部で、依頼人の交渉にあたることも多いが接客が得意な反面、レジ打ちに失敗するなど計算に弱い一面もある。普段は礼儀正しいが、ツッコミに関しては容赦がなく感情的になる。万事屋のリーダー格ではないが、平など、女たらしの点がある。観察・洞察力に優れ機転が利く上、家事全般を一通りこなすこともでき、この年齢にしては驚くほどのしっかり者で、年下への面倒見は銀時よりもよい。悪く言えばお人好しかつお節介焼きであり、極端に口うるさく、そういった性格が原因で銀時や神楽から鬱陶しがられることがたびたびある。また、女性に対する免疫が少なく、女性絡みのことになるとどうしていいかわからず、慌てふためいてしまうシーンも多い。銀時ほどではないがスケベであり、海水浴場では水着姿の女性を見て鼻血を出していた他、部屋にエロ本を隠しているが隠していることをすぐに銀時にバレてしまっている。しかし侍としての強い信念も持ちあわせており、長編などではそれを発揮して周囲を支え、局面においても様々な活躍を見せる。

### 身体能力
実家は「恒道館」。幼いころから剣術の修行を積んでおり、腕前はよい。腕力も高く得意技は鼻フック。極度な近視ではないが、戦いの場では眼鏡を掛けていた方が本来の実力が引き出せるようである。一般人に比べると非常に高い戦闘力を有しており、紅桜篇では不意をついたとはいえ、岡田似蔵の片腕を斬り落とし銀時の窮地を救うなどの活躍も見せた（その際、銀時に「オメーはやればできる子だと思ってた」と賞賛を受ける）。柳生篇においても、九兵衛と正面から真面に戦い、銀時のアシストがあったとはいえ彼の作戦を瞬時に理解し、歴代当主の中で最強とも言われる敏木斎を倒している（それを見た沖田は彼を認める発言をしていた）。これまでは周囲の戦闘力の高さによって彼自身の存在感が霞み、あまり目立つことはなかったものの、吉原炎上篇での阿伏兎との戦いを機に、神楽と共に今以上に強くなることを決意し、二人で修行に励んでいる模様。経験の少なかった真剣の扱いにも慣れ始め、かぶき町四天王篇ではかぶき町四天王の一人である次郎長の娘の泥水平子を一撃のもとに峰打ちで斬り伏せるほどにまで成長し、その脅威的な強さによって神楽とともに「夜叉の童（おにのこ）」と称された。また、尾美一との一騎討ちでも、ギャラクシーソードマスターと宇宙に名を馳せる彼を倒している。将軍暗殺篇以降も、奈落や夜兎、天人相手の数々の戦いをくぐり抜けており、周囲に劣らない戦力となっている。特に烙陽決戦篇での神威との戦いの際には神楽と共に何度も立ち上がり、奮闘した。虚との戦いでも周りがやられても臆さずに挑んだ。銀ノ魂篇の2年後や劇場版銀魂での5年後の姿ではさらに戦闘能力が大きく跳ね上がっている。
霊感がそれなりにあるようで、スタンド温泉篇では、幽霊（銀時いわくスタンド）が見えていた。しかし、幽霊の具現化しやすい霊界スポットではなかったからか、定食屋の親父の葬式では定食屋の親父の霊は見えておらず、見える時と見えない時のムラがある。
銀魂ジャンプコミックス第15巻で、空知英秋の一つ上の先輩コースケさんという番長3人分の強さを持っていることが判明している。

### 経歴
母親は自分を産んだ後にすぐ他界、父親は幼少のころに病死。父親の死後、金貸しの社長に人身売買されそうになるが、柳生九兵衛に助けられた。眼鏡を掛けているのは、本人曰く幼いころからお妙の料理（通称“かわいそうな卵”）を食べさせられ続けた結果、目が悪くなったため。寺子屋に通っていたが、父親の借金のせいで中退している。フリーターだったころ、何をやってもうまくいかず自信をなくしかけていた時に、インディーズだったお通と出会い、懸命に歌う彼女の姿に心を打たれた。この出会いが切っ掛けでお通のファンとなり、寺門通親衛隊隊長となった。
でにいずのバイトでレジ打ちが出来ず店長に殴られ、茶斗蘭星大使たちの嫌がらせに遭ったところを銀時に出会い、彼と協力して借金の返済で遊郭に売られたお妙を救出した後、万事屋で働き始める。当初、万事屋に就職したことを少し後悔していたが、数々の事件や厄介ごとに巻き込まれ、解決していくうちに万事屋での生活に居心地の良さを感じ、心身ともに成長していった。
銀ノ魂篇の2年後では、虚との決戦後、銀時と神楽が江戸を去り誰もいなくなった万事屋を一人で続けていた。ある日、松平からの依頼をきっかけに神楽や沖田と再会し、虚の生存を知らされ、沖田から協力を求められるが、答えを保留する。翌日、仕事の帰り道で顔を隠していた銀時と遭遇し、彼によって気絶させられ万事屋へ運ばれた後、お妙から銀時の帰還を聞かされ、街中を探し回っていた中でターミナル爆破テロが勃発する。神楽と共に、銀時の願いを叶えるべく、2年前の服装に戻し、真選組やかぶき町住人らの協力を得て、ターミナルに乗り込む。ターミナル内で銀時と再会し、眠りについていた定春が目覚め、万事屋が復活する。その後、銀時と松陽の対面を果たすため、神楽たちと共に尽力し、銀時の師である松陽の最期を見届けた。最終訓（第七百四訓）「天然パーマにロクな奴はいない」では2年前の姿に戻り、銀時たちと共に急用の仕事へ向かう場面で物語は終わる。

### 人間関係
銀時の良き理解者兼ツッコミ役にして、基本的には彼を尊敬し「兄貴分」と称することもある。銀時も一人の侍として新八の実力を認めており、神楽と共に、今の彼の大きな心の支えにもなっている。新八の危機や力及ばぬ新八を卑下する敵の言葉に、銀時が怒りを露わにする場面も少なくない。神楽からはぞんざいな扱いばかり受けているが、一緒に調査をしたり共闘したりすることも多い、兄妹のような関係を築いている。神楽が星海坊主と共に故郷へ帰ろうとした際には、彼女が船に乗ってもなお、地球を去ることを考え直すようターミナル内の梯子を登りながら大声で説得したり、阿伏兎との闘いで夜兎の本能に目覚め暴走した神楽を、必死に抑止し正気に戻すなど、彼女との絆の強さがうかがえる描写が多く見られる。姉であるお妙と実家で二人暮らしをしている。女手一つで育ててくれた姉を慕いつつ、彼女の怒りを買うことを何より恐れている。ただし、本人もキレると姉同様、見境なく感情を剥き出しにして暴走する。銀時曰くシスコン（一応自覚はしている）。
アイドル寺門通の親衛隊隊長（ファンクラブ会長）を務めている。追っかけ時は人格が変わってかなりの熱血漢となり、他の親衛隊員を鉄の規律でまとめ上げる。生来のアイドルオタクというわけではなく、お通には下積みの時代にその歌で勇気をもらい、感謝の念から応援を続けている。かなりの音痴だが、音痴を曝け出しても気にしておらず、寧ろ新八自身は音痴であることを自覚していない模様。恋愛経験はほとんどなく、女性に対する免疫もない（怪盗キャッツイアーのエロメスから交際を申し込まれたこともあるが、新八から財布を盗むのが目的であった）。ただし銀時や近藤と違い、怪盗ふんどし仮面からは下着をプレゼントされておらず、銀時曰く「仮に女性と付き合っても困っている者がいればその女性を放っておいて助けようとするから異性に好かれない」とのこと。
真選組とは特に山崎との接点が多く、手の焼ける上司を持つという共通点から、共に励ましあっている。近藤とは姉絡みの接点が多く、次期真選組局長候補として見込まれているが、新八の方は近藤の強さは認めているものの、姉の相手としては軽蔑している模様で、義弟呼ばわりされることも否定している。その他土方・沖田含め真選組隊員とも、関係はとりあえず悪くはない様子。
寺子屋に通っていたころに高屋八兵衛（タカチン）と友人となるが、ある事件が原因で疎遠になる。その後、暴走族「舞流独愚（ぶるどっぐ）」に加入した彼を更生させ和解、寺門通親衛隊に加入させ再び交流を持つ。

### 恒道館
剣術道場。流派は「天堂無心流」。かつては尾美一など多くの門下生が剣術を学んでいたが現在は廃刀令の煽りで門下がいなくなり、現在は自分が当主で姉が門下生だが、実権は姉が握っている。近藤の撃退や負傷した銀時の保護（実態は拉致&拘束）のために、敷地内にもかなりのトラップが仕掛けられている。アニメ版では、対ストーカー用レーザー搭載人工衛星「SOL（ストーカー・おしおき・レーザー）」を所有している。恒道館道場篇（アニメ版では、ビームサーベ流篇）以降は徐々に門下生が集まりつつあるが、全員ホームレスであり、門下生になった理由も剣術を習うためではなくマカデミアンナッツチョコがもらえるからであり、剣術に興味がある者は皆無に等しい。おまけに道場の敷地内に勝手にダンボールハウスを建てる輩も出ている始末である。

### 寺門通親衛隊
お通のファンクラブ。新八は親衛隊の隊長を務めている。お通が芸能界で干されようとも、様々な路線に走ろうとも一途に「お通命」を貫き続ける精神を持つ。お通が全国的なアイドルになったこともあり、規模は大きい。親衛隊には「軍曹」などといった称号を持つ幹部が何人か存在する。第99ヶ条に及ぶ隊員法度なるものも存在し、破った者は隊長により「鼻フックデストロイヤー」などの厳罰な刑に処される。現在は高屋八兵衛も加入している。会員ナンバー49は食恋族という（神楽曰く）変態天人であった。
アニメ版では『SKET DANCE』とのコラボレーション企画で登場したボッスンに対し、銀時に促され半ば渋々親衛隊隊長としての力を発揮し「親衛隊規第12条を言ってみろ」と凄んでいた。

## 5年後（劇場版）
『劇場版 銀魂 完結篇 万事屋よ永遠なれ』では、5年後の世界で万事屋として活動している。身長も伸び、非常にクールな性格へと成長し、目つきもそれに伴い鋭くなっている。銀時の残した木刀、洞爺湖を勝手に受け継いでいる。作中で最初に銀時が目にした「5年後の仲間」であり、状況に戸惑う彼を助ける形で無数のゴロツキ相手を、神楽とともに圧倒した。
銀時が行方不明になってから5年の間に、ツッコミも寺門通のCDも捨てた（銀時からは「ほとんどゴミしか捨ててない」と一蹴されている）と言っていたが、完全に捨て切ったわけではなく、未だ寺門通のファンであると同時に、ツッコミも油断すれば自然と出てしまう。また、投獄された源外を何とか救い出そうとしたり、銀時や神楽と一緒にパニックになったり、5年経っても性知識は乏しいなど、彼自身の本来の性格はそう変わっていない様子。
神楽とは万事屋の後継者争いをしており、仲違いしていたが、銀時（周りからは全くの別人に見えている）が現れてからは、だんだんと以前のような関係へと戻っていき、お妙の病室での一件の後は、以前と同じ髪型と服装、性格に戻り、ツッコミも惜しみなく披露するようになった（目つきは若干鋭いままであるが）。

## 3年Z組銀八先生
ここでもメガネ、ツッコミ担当。アニメ版でのおまけなどでは彼の一言で終わる形式が多い。寺門通の親衛隊隊長を務めることなどは変わらず。何だかんだ言いながらも担任である銀八を尊敬している。席は教卓の前。カカシ先生の写輪眼を盗んだ犯人となっている。

## 金魂
銀魂のセルフパロディである。生まれつきケツ顎で（名前も「ケツアゴ新八」）、かぶき町ナンバーワンの和製ホストだったが、外国製ホストの台頭と共にその地位を失っていた。坂田金時同様、中国系マフィアの女ボスに拾われる。

## 初期設定
名前は永倉新八（ながくら しんぱち）。没デザインは眼鏡を掛けていない活発な雰囲気の少年。田舎から上京し、初期設定の近藤と知り合い真選組に所属する。

## ゲーム版
- 『万事屋大騒動!』では、アクションステージで彼を使う際には初めは体力がひとつしかないものの、恒道館道場でミニゲームをクリアすると体力を最大5つまで上げることが出来る。なお、必殺技を使うと衝撃波を出すことが可能。また、通常攻撃の速度はプレイヤーキャラ中最も遅い上級者向けのキャラクターと言える。
- 『銀玉くえすと』では、最終奥義で自分の音痴さを利用した「ゴッドボイス」という技がある（味方にもダメージを与える）。
- 『銀魂乱舞』では、メガネに変身する特殊技と、尾美一のビームサーベ流を再現して前方の敵に叩きつける覚醒乱舞がある。オリジナルストーリー「かぶき町頂上乱舞」では童貞を卒業するため、あらゆる願いを叶える12個の玉を集める。

## 「8」の因縁
「8」には縁があり、誕生日も8月、人気投票では第1回〜第6回の全てで第8位だった（第5回では第7位）。第7位にもなったことがあるので、普通に人気がある。大江戸戦隊ギンタマンでも、アニメ版では彼の元ネタであるぱっつぁんが着ている服にも8の数字がある。そのため神楽にも何かある度に「新八の八にかけて」と言われている。

## その他
新八役の阪口大助は作者曰く『リアル新八』である、ドラマCDなどでも自称している。